# Ni Amorim
Pas d'image ? Cliquez ici
Nuno Amorim, plus connu sous le nom de Ni Amorim né le 1er mars 1962 à Porto, est un pilote automobile portugais. Il a participé à cinq reprises aux 24 Heures du Mans.

## Biographie
Ni Amorim parvient en sport automobile dès 1982 avec notamment des participations en rallye ainsi que sur circuit. Par la suite, il se dirige vers les courses de tourisme en pilotant dans le championnat du Portugal des voitures de tourisme.
Il est sacré champion en groupe N en 1987 puis dans la catégorie groupe A les deux années suivantes au volant d'une Ford Sierra RS500. Il s'engage également en championnat d'Europe des voitures de tourisme en 1987 et 1988.
En 1993, il est de nouveau sacré champion en groupe N en pilotant une Opel Astra tout en participant au FIA Touring Car Challenge.
L'année suivante, on retrouve Ni dans le championnat du Portugal des voitures de tourisme, où il se classe second dans la classe no 2.
Ni Amorim rejoint ensuite le DTM pour la saison 1995 tout en participant à l'International Touring Car Championship. Il part ensuite vers le championnat d'Espagne des voitures de tourisme la saison suivante.
Il s'oriente ensuite vers l'endurance automobile en pilotant dans le tout nouveau championnat FIA GT à l'occasion de sa saison inaugurale.
Il renouvelle son engagement en FIA GT pour la saison 1998, et c'est d'ailleurs en 1998 qu'il participe pour la première fois aux 24 Heures du Mans. Pilotant dans la catégorie GT2, il termine 21e au volant d'une Chrysler Viper GTS-R. Cette participation est suivie de trois autres consécutives, toutes réalisées sur une Chrysler, les deux premières étant sur la Chrysler Viper GTS-R et l'édition 2001 sur une Chrysler LMP. Cette édition le voit abandonner à la suite d'un incendie tout comme lors de l'édition 2005 disputée sur une Courage C65. En revanche, il termine 14e et 3e de la catégorie GT2 en 1999, et 9e et second de catégorie l'édition suivante. 
Durant ces années, il participe à l’année au championnat FIA GT jusqu'à la saison 2003 incluse. Il glane au total deux victoires de catégorie obtenues lors de sa première saison à l'occasion des 4 Heures du Nürburgring 1997 et des 3 Heures d'Helsinki 1997,.
Il participe aussi à des championnats d'endurance continentaux. Par exemple, il pilote en American Le Mans Series en 1999, 2000 et 2002 tout en y intercalant l'European Le Mans Series en 2001. Il y retourne subséquemment en 2005. Il prend ainsi part aux 12 Heures de Sebring en 2000 et 12 Heures de Sebring 2002 ainsi qu'aux 24 Heures de Daytona 2002.
L'année 2004 le voit rétrograder en British GT Championship (en). Il est sacré champion dans la coupe GT.
Par la suite, il revient dans la péninsule ibérique en participant au championnat d'Espagne GT. Il finit second en 2006. Il y ajoute des participations en International GT Open et en championnat du Portugal des voitures de tourisme.
Il effectue sa dernière saison en 2012 au sein du Championnat d'Europe FIA GT3 où il est auréolé d'une ultime victoire sur le Moscow Raceway, avant de se retirer à l'issue d'une pige l'année suivante en Scirocco R China Masters Challenge.
Il se reconvertit en 2017 en devenant président de la Fédération Portugaise d'Automobilisme et Karting.

## Palmarès
- British GT Championship : Champion GT 2004.

## Résultats en compétition automobile

### Résultats aux 24 Heures du Mans
| Année | Équipe                  | Équipiers                          | Voiture                | Classe | Tours | Pos. | Class Pos. |
| ----- | ----------------------- | ---------------------------------- | ---------------------- | ------ | ----- | ---- | ---------- |
| 1998  | Chamberlain Engineering | Gonçalo Gomes Manuel Mello-Breyner | Chrysler Viper GTS-R   | GT2    | 265   | 21e  | 7e         |
| 1999  | Chamberlain Engineering | Hans Hugenholtz Toni Seiler        | Chrysler Viper GTS-R   | GTS    | 314   | 14e  | 3e         |
| 2000  | Viper Team Oreca        | David Donohue Anthony Beltoise     | Chrysler Viper GTS-R   | GTS    | 328   | 9e   | 2e         |
| 2001  | Viper Team Oreca        | Seiji Ara Masahiko Kondō           | Chrysler LMP           | LMP900 | 243   | Abd  | Abd        |
| 2005  | Noël del Bello Racing   | Romain Iannetta Christophe Pillon  | Courage C65-Mecachrome | LMP2   | 99    | Abd  | Abd        |